# SH-07D
docomo with series AQUOS PHONE st SH-07D（ドコモ ウィズシリーズ アクオスフォン エスティー エスエイチゼロナナディー）は、シャープによって開発された、NTTドコモの第3世代移動通信システム（FOMA）端末である。docomo with seriesのひとつ。

## 概要
音楽機能を重視したモデルであり、シャープ独自の音楽プレイヤーアプリ「Music'n Player」を搭載するとともに、LPA（Low Power Audio）技術の採用により、連続約55時間の音楽再生が可能である。iTunesとの連携も可能。
また、おくだけ充電に対応しており、同梱の充電パッドに置くと同時にパソコン内の楽曲とWi-Fi経由で同期することも可能である。
なお、Xi・モバキャスには対応していない。
ちなみに、商品名のstは「Street Casual」や「Style」といった意味が込められている。

## 主な機能
| 主な対応サービス                                 | 主な対応サービス                         | 主な対応サービス                       | 主な対応サービス                              |
| ------------------------------------------------ | ---------------------------------------- | -------------------------------------- | --------------------------------------------- |
| タッチパネル／加速度センサー                     | Xi／FOMAハイスピード                     | Bluetooth                              | DCMX／おサイフケータイ／赤外線／トルカ        |
| ワンセグ／モバキャス                             | メロディコール                           | テザリング                             | WiFi IEEE802.11b/g/n                          |
| GPS                                              | spモード／電話帳バックアップ             | デコメール／デコメ絵文字／デコメアニメ | iチャネル                                     |
| エリアメール／ソフトウェアーアップデート自動更新 | デジタルオーディオプレーヤー(WMA)(MP3他) | GSM／3Gローミング（WORLD WING）        | フルブラウザ／Flash Player                    |
| Google Play／dメニュー／dマーケット              | Gmail／Google Talk／YouTube／Picasa      | バーコードリーダ／名刺リーダ           | ドコモ地図ナビ／Google Maps／ストリートビュー |

## 歴史
- 2012年5月16日 - NTTドコモより発表。
- 2012年6月7日 - 発売開始。

## 不具合・アップデート
2013年8月7日のアップデート
- Wi-Fi接続状態でまれに携帯電話（本体）の時刻がずれる場合がある不具合を修正する。
- ブラウザでファイルをダウンロードする際にまれにダウンロードに失敗する場合がある不具合を修正する。
- ビルド番号が01.00.00、01.00.01、01.00.02、01.00.03から01.00.04になる。